# Roland Schröder
Roland Schröder (ur. 17 sierpnia 1962 w Köthen) – niemiecki wioślarz. Złoty medalista olimpijski z Seulu.
Reprezentował barwy NRD. Zawody w 1988 były jego jedynymi igrzyskami olimpijskimi i zdobył złoto w czwórce bez sternika. Osadę łodzi tworzyli także Olaf Förster, Ralf Brudel i Thomas Greiner. Na mistrzostwach świata zdobył srebro w ósemce w 1989 i brąz w 1990. 